# Епаньї-Мец-Тессі
Епаньї-Мец-Тессі (фр. Epagny Metz-Tessy) — муніципалітет у Франції, у регіоні Овернь-Рона-Альпи, департамент Верхня Савоя. Епаньї-Мец-Тессі утворено 1 січня 2016 року шляхом злиття муніципалітетів Епаньї i Мец-Тессі. Адміністративним центром муніципалітету є Епаньї. Населення — 8454 особи (01.01.2021).